# Festa do Boi
A Exposição de Animais e Máquinas Agrícolas do Rio Grande do Norte, mais conhecida como Festa do Boi, é o maior evento agropecuário e de agronegócio do estado do Rio Grande do Norte e uma das maiores do Nordeste. Durante o evento, são realizados exposição de animais, concursos, leilões e muitos negócios, além de uma movimentada programação cultural incluindo principalmente shows de vários artistas (principalmente bandas de forró) atraindo cerca de 400 mil pessoas.